# Chauvireria balcanica
Chauvireria balcanica — викопний вид куроподібних птахів родини Фазанові (Phasianidae). Птах існував у пліоцені, близько 3 млн років тому. Скам'янілості виду знайдені на заході Болгарії поблизу міста Виршець.